# Kirchberg bei Mattighofen
Kirchberg bei Mattighofen ist eine Gemeinde im Bezirk Braunau am Inn im Innviertel in Oberösterreich mit 1291 Einwohnern (Stand 1. Jänner 2024). Der zuständige Gerichtsbezirk ist der Gerichtsbezirk Mattighofen.

## Geographie
Kirchberg liegt auf einem 586 Meter hohen Moränenhügel nördlich der Seengruppe Grabensee, Mattsee, Obertrumer See. Die Gemeinde bedeckt eine Fläche von sechzehn Quadratkilometer. Davon werden fast drei Viertel landwirtschaftlich genutzt, zwanzig Prozent sind bewaldet.

### Gemeindegliederung
Das Gemeindegebiet umfasst folgende 26 Ortschaften (in Klammern Einwohnerzahl Stand 1. Jänner 2024):
- Aigen (209)
- Alterding (10)
- Angelberg (7)
- Bermading (25)
- Buch (21)
- Eglsee (9)
- Entham (19)
- Ersperding (28)
- Gopperding (28)
- Gumping (11)
- Hilprechtsham (43)
- Iming (53)
- Kirchberg bei Mattighofen (288)
- Kobl (8)
- Lamperding (9)
- Moosdorf (35)
- Oberkreit (19)
- Obermaisling (11)
- Sauldorf (220)
- Setzka (13)
- Siegertshaft (70)
- Thal (2)
- Unterkreit (10)
- Untermaisling (11)
- Walterding (17)
- Wendling (115)

Die Gemeinde besteht aus den Katastralgemeinden Sauldorf und Siegertshaft.

### Nachbargemeinden
|                             | Auerbach                                    | Pfaffstätt    |
| Feldkirchen bei Mattighofen | Kompassrose, die auf Nachbargemeinden zeigt | Jeging        |
| Perwang am Grabensee        | Palting                                     | Lochen am See |

## Geschichte
Die am Siedlberg bei Auerbach gefundenen Keltengräber zeigen, dass das Gebiet schon vor unserer Zeitrechnung besiedelt war. Während der Römerherrschaft vom 1. bis zum 4. Jahrhundert wurde eine durch Kirchberg führende Straße von Feldkirchen bei Mattighofen nach Straßwalchen gebaut.
Der Ort hieß ursprünglich „Lob-Berg“. Erst mit dem Bau der Pfarrkirche im Jahr 1143 wurde der Name auf Kirchberg geändert.
Das Stift Mattsee errichtete um 1600 neben der Kirche ein Mesnerhaus, das auch als Schule benutzt wurde. Um 1700 wurde die Heilkraft einer Quelle für Mensch und Tier entdeckt. Es wurden regelmäßige Prozessionen und vor allem Pferderitte durchgeführt, bis in die zweite Hälfte des 20. Jahrhunderts. In den Jahren 1805 und 1809 zerstörten schwere Brände große Teile des Ortes. Seit der Abtrennung aus dem Gemeindegebiet von Pfaffstätt im Jahr 1908 ist Kirchberg eine eigene Gemeinde.

## Kultur und Sehenswürdigkeiten

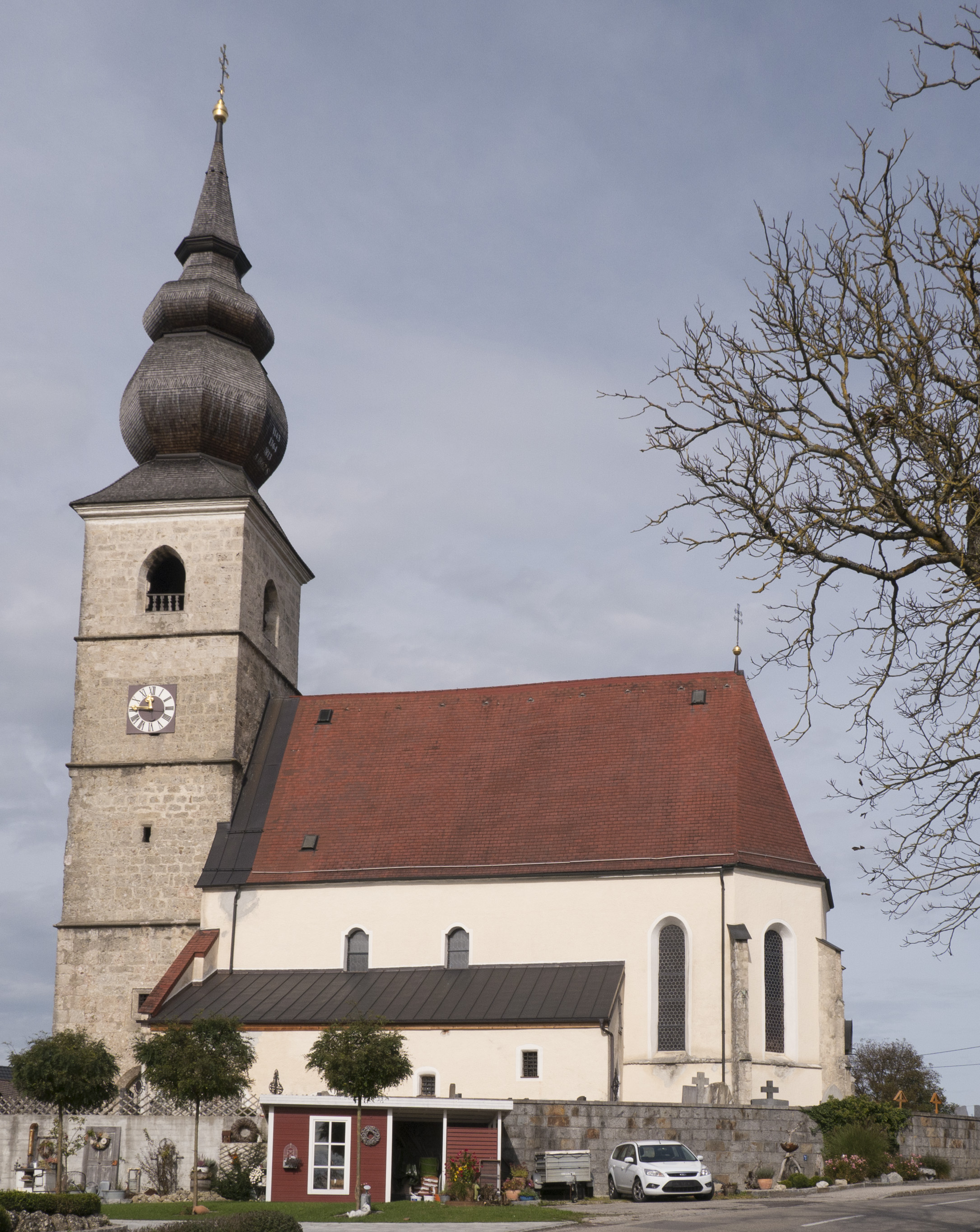
Pfarrkirche Kirchberg bei Mattighofen

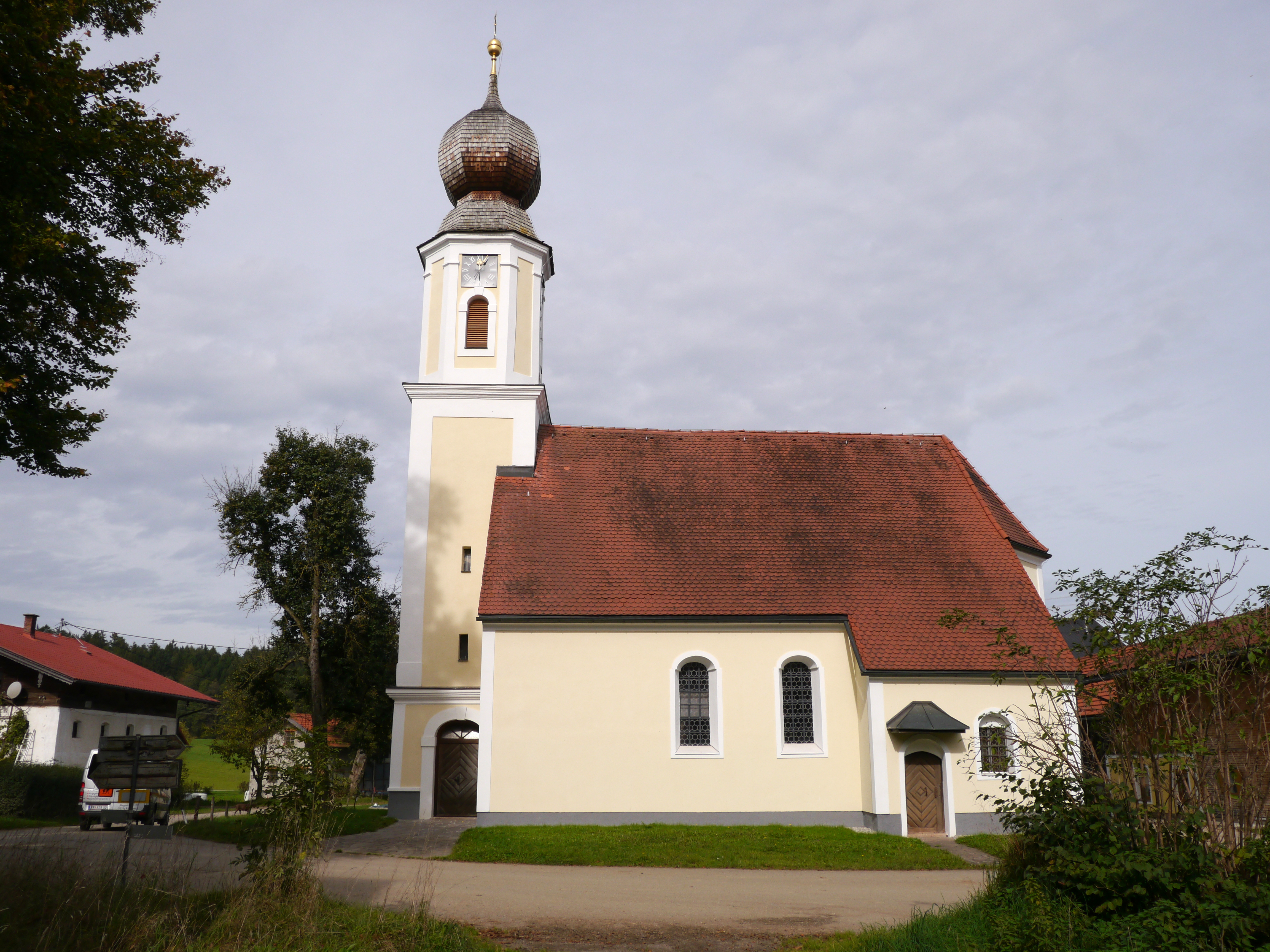
Filialkirche Siegertshaft

- Katholische Pfarrkirche Kirchberg bei Mattighofen hl. Kunigunde
- Katholische Filialkirche Sigertshaft hl. Martin

## Wirtschaft und Infrastruktur

### Wirtschaftssektoren
Im Jahr 2010 wurden von den 55 landwirtschaftlichen Betrieben 39 im Haupt- und 16 im Nebenerwerb geführt. Die Haupterwerbsbetriebe bewirtschafteten mehr als achtzig Prozent der Flächen. Im schwach ausgeprägten Produktionssektor ist die Bauwirtschaft der größte Arbeitgeber. Vierzig Prozent der Erwerbstätigen des Dienstleistungssektors arbeiten im Handel, zwanzig Prozent in sozialen und öffentlichen Diensten (Stand 2011).
| Wirtschaftssektor            | Anzahl Betriebe | Anzahl Betriebe | Erwerbstätige | Erwerbstätige |
| Wirtschaftssektor            | 2011            | 2001            | 2011          | 2001          |
| ---------------------------- | --------------- | --------------- | ------------- | ------------- |
| Land- und Forstwirtschaft 1) | 55              | 70              | 58            | 63            |
| Produktion                   | 9               | 9               | 25            | 28            |
| Dienstleistung               | 41              | 22              | 104           | 71            |

1) Betriebe mit Fläche in den Jahren 2010 und 1999
| Im Jahr 2011 wohnten 600 Erwerbstätige in Kirchberg. Weniger als ein Viertel arbeitete in der Gemeinde, mehr als drei Viertel pendelten aus. - Eisenbahn: Kirchberg ist rund 15 Kilometer vom Bahnhof Straßwalchen an der Westbahn entfernt. Der näheste Bahnhof ist Munderfing. Von dort gibt es Direktverbindungen nach Salzburg. | Hier fehlt eine Grafik, die leider im Moment aus technischen Gründen nicht angezeigt werden kann. Wir arbeiten daran! |

## Politik

### Gemeinderat
Bei den Gemeinderatswahlen werden 19 Mandatare gewählt:
| Partei                                   | 2021 | 2021  | 2021 | 2015    | 2015    | 2015    | 2009 | 2009 | 2009 | 2003 | 2003 | 2003 |
| Partei                                   | St.  | %     | M.   | Stimmen | Prozent | Mandate | St.  | %    | M.   | St.  | %    | M.   |
| ---------------------------------------- | ---- | ----- | ---- | ------- | ------- | ------- | ---- | ---- | ---- | ---- | ---- | ---- |
| ÖVP                                      | 500  | 71,33 | 10   | 499     | 65,74   | 13      | 432  | 60   | 8    | 357  | 58   | 8    |
| FPÖ                                      | 130  | 18,54 | 2    | 191     | 25,16   | 5       | 166  | 23   | 3    | 156  | 25   | 3    |
| Unabhängige Wählergemeinschaft Kirchberg |      |       |      | 69      | 9,09    | 1       | 124  | 17   | 2    | 107  | 17   | 2    |
| MFG                                      | 71   | 10,13 | 1    |         |         |         |      |      |      |      |      |      |

### Bürgermeister
- bis 2020 Franz Zehentner (ÖVP)
- seit 2020 Georg Mendler (ÖVP)[16]

### Wappen
Im Jahr 1980 erhielt Kirchberg das Wappen „In Blau eine silberne, erhöhte Spitze, darin über zwei roten, gestüzten und gekreuzten Pflugscharen eine rote Flamme“.
Die blaue Farbe steht für die lange Zugehörigkeit zu Bayern, die Flammen weisen auf die vielen Brände hin und die Pflugscharen sind die Symbole der hl. Kunigunde, der Schutzpatronin der Pfarrkirche.
Die Gemeindefarben sind „Rot-Weiß-Blau“.

## Persönlichkeiten
- Leopold Schrems (1922–2008), Ritterkreuzträger der deutschen Wehrmacht